# Teatro Ulises

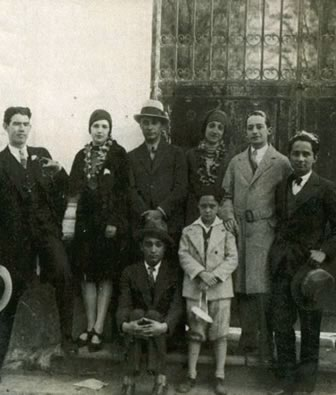
Miembros del Teatro Ulises.

El Teatro de Ulises fue un grupo de teatro experimental mexicano, activo entre enero y julio de 1928, creado por Antonieta Rivas Mercado y dirigido por Xavier Villaurrutia y Salvador Novo, en el que participaron otros miembros del grupo Los Contemporáneos. Tuvo como principal locación la casa ubicada en la calle de Mesones 42 en la Ciudad de México, al que los miembros del grupo llamaban El Cacharro. A pesar de sólo contar con alrededor de 50 asientos y haber estado en funcionamiento apenas unos meses, tuvo una gran influencia en el desarrollo del teatro vanguardista mexicano por su carácter experimental.

## Historia
El Teatro de Ulises tuvo como antecedente la revista Ulises, revista de curiosidad y crítica, creada en 1927 y editada por Salvador Novo y Xavier Villaurrutia, con participación Gilberto Owen y Jorge Cuesta. Esta revista cual publicaba traducciones y crítica de nuevas tendencias del teatro europeo a la par de incursiones poéticas. El grupo ya había realizado un primer montaje de La puerta reluciente de Lord Dunsany, de manera privada, para el entonces ministro de educación de México, José Manuel Puig Casauranc a fin de recolectar fondos para iniciar un grupo de teatro, sin embargo, dicho apoyo nunca se cristalizó.
En el verano 1927, el grupo comenzó a reunirse con Antonieta Rivas Mercado, quien tras una estadía de algunos años en Europa había estado expuesta a las nuevas tendencias teatrales y que, además, acababa de heredar la fortuna de su padre Antonio Rivas Mercado fallecido a principios de ese mismo año. En una entrevista al El Universal Ilustrado, Antonieta expresa el origen de su interés por el Teatro de Ulises y la manera en que entró en contacto con el grupo de Novo y Villaurrutia:

«La necesidad de hacer teatro [...] de tener teatro bueno, era apremiante. Constituyó una de mis preocupaciones desde mediados del 26, cuando regresé de Europa. Hasta llegué a hacer un intento que se frustró. Por su lado Novo, Villaurrutia, Owen hablaban de hacer teatro. [...] Hace unos meses Manuel Rodríquez Lozano me puso en contacto con Xavier Villaurrutia. De una charla entre nosotros provino la materialización del teatro, que hasta este momento 'había estado en el aire'.»
Diario El Universal, México, D.F., 30 de mayo de 1928. Primera sección, p. 5.

El teatro fue financiado, principalmente, por Antonieta Rivas Mercado y por la pintora María Luisa Cabrera —que después cambiaría su nombre a María Luisa Block—, hija del escritor y político Luis Cabrera Lobato.
El lugar elegido para albergar el proyecto fue una casa ubicada en el Centro Histórico de la Ciudad de México, en la calle de Mesones 42, un edificio de estilo español dos plantas unidas por una escalera que se bifurcaba, al estilo español. El salón principal fue acondicionado como foro principal del teatro, tal como describe Clementina Otero: "El salón tenía 5 metros de ancho, por 8 o 10 de largo, con cuatro balcones; al fondo se adaptó el foro con una tarima de 50 cms. de altura.". El lugar fue adaptado por el propio equipo, incluyendo un revestimiento de yute a las paredes, algunos muebles y el sillerío, con lo que se consiguió una capacidad para 50 personas. El equipo apodó al lugar El Cacharro.
Las escenografías corrieron a cargo de los pintores Manuel Rodríguez Lozano, Roberto Montenegro y Julio Castellanos.
Owen, Novo, Celestino Gorostiza y Enrique Jiménez Domínguez, aportaron traducciones de obras de Claude Roger-Marx, Charles Vildrac, Eugene O'Neill y Lord Dunsany.
Otros miembros destacados del Teatro de Ulises fueron Julio Jiménez Rueda, director y dramaturgo; Bernardo Ortiz de Montellano, dramaturgo; Isabela Corona y Clementina Otero, actrices. Estas últimas, luego consumadas actrices, tuvieron su primera presentación histriónica en este proyecto, ya que, en el caso, de Isabela Corona, si bien contaba con experiencia teatral, solo había participado hasta ese momento como declamadora.
La primera presentación se realizó el 4 de enero de 1928, con entrada libre, en la que presentaron la obra Simili, de Claude Roger-Marx, traducido por Owen y protagonizada por Novo, Villaurrutia y Rivas Mercado.
En 1932 el Teatro Orientación fue fundado por miembros del Teatro Ulises, que siguió una línea similar, y existió hasta 1938.